# Olímpijski stadion "Nilton Santos"
Estádio Nílton Santos, Estádio Olímpico João Havelange, poznat i pod nadimkom Engenhão je višenamjenski stadion smješten u naselju Engenho de Dentro (po njemu je dobio nadimak) u Rio de Janeiru, Brazil. Rabi se većinom za nogometne utakmice i atletiku. Domaći je teren klubu Botafago. Nosio je ime u čast Joaa Havelangea, predsjednika FIFE od 1974. do 1998. godine.
Stadion će ugostiti atletska natjecanja Ljetne olimpijske igre 2016. i Ljetne paraolimpijske igre 2016. Za potrebe igara, kapacitet stadiona će biti povećan na 60.000 gledatelja.

## Vanjske poveznice
- Stadion u 3D projekciji